# The Cat Empire
The Cat Empire jest australijską grupą muzyków, składającą się z dwóch głównych wokali, dwóch trąbek, puzonu, saksofonu, perkusji, klawiszy i DJ-a oraz wielu innych instrumentów. 
Powstała w Melbourne, w Australii. Ich brzmienie jest często opisywane jako mieszanka jazzu, ska, funku i rocka z dużymi wpływami latynoskimi. 
Zespół koncertował w wielu miejscach w Australii, USA i Europie, oraz wydał cztery albumy, z których dwa pierwsze otrzymały status podwójnej platynowej płyty, zaś trzeci otrzymał ARIA Music Award w kategorii The Best World Album. Ich czwarta płyta, So many Nights, została wydana na rynek 22 sierpnia 2007. Ich piosenka "Sly" została wykorzystana w grze EA Sports FIFA 08.
Aktualnie w skład The Cat Empire wchodzą Ollie McGill (klawisze i wokal), Ryan Monro (bas i wokal), Felix Riebl (perkusja i wokal główny), Harry James Angus (Trąbka i wokal główny), Will Hull-Brown (bębny) i Jamshid "Jumps" Khadiwhala (perkusja). Graja również z wieloma artystami gościnnie.
Częstym tematem ich utworów jest odrzucenie szerzącego się materializmu, wojny, nietolerancji i entuzjastyczne przyjęcie różnorodności kulturowej oraz prostego beztroskiego życia. Fanów taktują bardzo ciepło wysyłając, między innymi, osobiście podpisane i zaadresowane kartki do członków ich wolontariackich zespołów promocyjnych.
Nazwa zespołu wzięła się od tytułu rysunku młodszego brata Felixa Riebla, Maxa.

## Dyskografia
- The Cat Empire (2003) - #15 Australia
- Two Shoes (2005) - #1 Australia
- Cities (The Cat Empire album) (2006) - #11 Australia
- So Many Nights (2007) - #2 Australia
- The Cat Empire#2009 (2010)
- Live @ Adelphia (2001)
- On the Attack  (2004)
- Live on Earth (2009) - #14 Australia
- Cinema (2010) - #3 Australia
- Steal the Light (2013)
- Rising with the Sun (2016)